# Бомбардировка Папеэте
Бомбардировка Папеэте (22 сентября 1914) — эпизод боевых действий Тихоокеанского театра Первой мировой войны.

## Предыстория
После начала Первой мировой войны Германская Восточно-Азиатская крейсерская эскадра двинулась на восток через Тихий океан. Во время долгого плавания германские корабли старались наносить ущерб странам-противникам. Например, 7 сентября «Нюрнберг»  появился на островах Фаннинга, уничтожил здесь английскую телеграфную станцию, перерезал трансокеанский кабель и скрылся. 
В ночь с 13 на 14 сентября броненосные крейсера «Шарнхорст» и «Гнейзенау» подошли к Апиа, за две недели до этого оккупированному новозеландскими войсками, но не обнаружили там противника. Тогда фон Шпее решил изменить свой маршрут и навестить французские Острова Общества, чтобы дать хоть один выстрел по врагу по пути к Америке.
Чтобы обмануть береговых наблюдателей, крейсера, отходя от Самоа, взяли курс на северо-запад, и перехваченная радиограмма из Апиа подтвердила, что уловка удалась. Описав в море большую петлю, крейсера направились на восток и 21 сентября подошли к острову Бора-Бора. Подняв французский флаг, немцы выдали себя за французов и закупили там свежую провизию.

## Ход событий

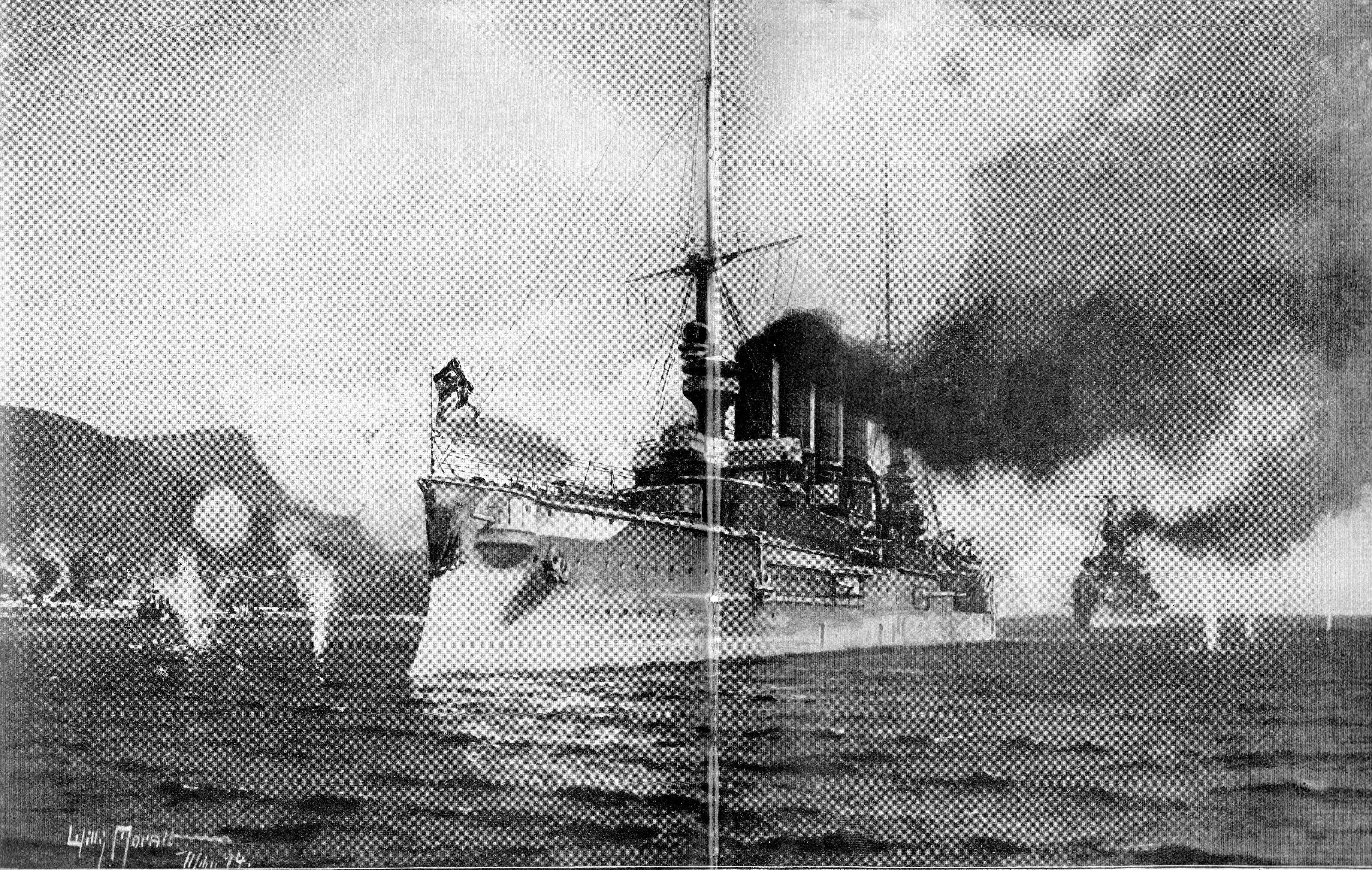
Die Kreuzer GNEISENAU und SCHARNHORST beschießen Papeete, die Hautpstadt von Tahiti

На Таити у французов имелась лишь береговая батарея из 4 орудий калибром 65 мм, которые в принципе не могли причинить вреда военному кораблю, способному просто доплыть из Европы до Таити. После визита германской эскадры в Апиа французские власти на всякий случай оповестили все свои колонии на юге Тихого океана о потенциальной опасности, и батарея была приведена в боевую готовность.
22 сентября германские броненосные крейсера подошли к Таити. Немцы предпочли бы получить уголь и провизию без боя, но французы, увидев противника, открыли бесполезный огонь. Немцы ответили огнём из орудий главного калибра (210 мм). В Папеэте началась паника. Подойдя ближе к берегу, «Шарнхорст» заметил в гавани большой пароход и старую канонерку «La Zélée». Французские источники утверждают, что в ходе боя экипаж сам затопил «La Zélée» на входном фарватере, немецкие — что канонерка, получив несколько попаданий, перевернулась и утонула в гавани. Французы сами подожгли угольные склады, а от попадания пары немецких снарядов загорелись склады с копрой. Германские крейсера удалились от Таити, оставляя за кормой столбы чёрного дыма на берегу.

## Итоги и последствия
Рейд на Таити помог немецким морякам восстановить уверенность в себе, однако уменьшил их запас боеприпасов, который было невозможно пополнить. Британское командование, получив сведения о германских действиях, поняло, что противник движется к Америке, и направило корабли на перехват, что привело к сражению при Коронеле.